# Vera Starck-Romanus
Vera Starck-Romanus, född 8 mars 1911 i Stockholm, död 8 januari 2010 i Göteborg, var en svensk läkare och sexualupplysare. Hon var en av den svenska sexualupplysningens förgrundsgestalter och en stark förespråkare för sexualundervisning i skolan.

## Biografi
Vera Starck-Romanus var dotter till kemisten lektor Gunnar Starck och hans hustru Karolina Rosenbaum. Hennes moster var läkaren, feministen och sexualupplysaren Julia Kinberg, vars bok Handledning i sexuell uppfostran, 1909, blev en inspirerande förebild för Vera Starck-Romanus. Hon gifte sig 1934 med kirurgen Ragnar Romanus. De fick fyra söner mellan 1939 och 1951, Gabriel, Bertil, Mikael och Bill.
Vera Starck-Romanus avlade studentexamen 1929 och blev klar med sina medicinska studier 1938. Utbildningstiden var krävande, då hon drabbades av lungtuberkulos och under en period var svårt sjuk. Efter läkarexamen var hon verksam som underläkare i Helsingborg 1938–1942, därefter på S:t Görans sjukhus 1942–1947 och på Radiumhemmet 1947–1958. Hennes specialitet var dermatovenereologi, det vill säga hudsjukdomar och sexuellt överförbara infektioner. Syfilis och gonorré var mycket spridda sjukdomar och kunde botas först i slutet av 1940-talet då penicillinet introducerades. Enligt smittskyddslagarna var den som misstänkte sig vara smittad tvungen att uppsöka läkare.
När Ragnar Romanus fick en professur i kirurgi vid Sahlgrenska sjukhuset 1956 flyttade familjen till Göteborg. Där arbetade Vera Starck-Romanus först på Holtermanska sjukhuset, en inrättning för veneriskt sjuka, och från 1960 till sin pensionering på hudkliniken vid Sahlgrenska sjukhuset. Flera år efter pensionen fortsatte hon att arbeta på könsmottagningen i Sociala Huset i Göteborg.
Vera Starck-Romanus hade ett livslångt engagemang för sexualupplysning. Redan 1933 kom hon i kontakt med det nystartade Riksförbundet för sexuell upplysning (RFSU) och vid 1940-talets mitt började hon föreläsa på dess sommarkurser. Åren 1958–1970 var hon ordförande för förbundets Göteborgsavdelning och ansvarig för rådgivningsbyrån för sexuella frågor i Sociala Huset. Hon var också ledamot av förbundsstyrelsen där hon hade ett nära samarbete med Elise Ottesen-Jensen.
Viktiga frågor under förbundets första tid var sexualundervisning i skolorna och upprättandet av rådgivningsbyråer. Man ville också dela ut gratis preventivmedel till fattiga och ge kvinnor fri abort. Ett annat återkommande tema var kvinnors sexuella behov, där Vera Starck-Romanus försvarade kvinnors rätt till samma sexuella frihet som männen. Pessarutprovning och extra mottagning efter arbetstidens slut var därför en självklarhet för henne. Hon upplyste om könssjukdomar och kämpade för  homosexuellas rättigheter. Till en början arbetade hon i stark motvind men efterhand blev hennes idéer alltmer accepterade. Den fria aborten 1975 var en milstolpe för henne.
När hon blivit änka efter femtio års äktenskap blev de äldres sexualitet ett nytt engagemang. Riktigt uppmärksammad blev Vera Starck-Romanus då hon framträdde i radio och TV med detta ämne, i synnerhet sedan hon 1985 träffat läkaren Thorsten Samuelson och de framträdde i TV-programmet Go'kväll och berättade om hur de funnit kärleken på äldre dagar.
Vera Starck-Romanus var också engagerad i andra politiska frågor. Själv av judisk börd var hon en av grundarna av den israeliska byn Fredens oas, där kristna, judiska och muslimska barn går i samma skola. Under många år understödde hon fredsprojektet Neve Shalom i Israel.
År 1989 erhöll Vera Starck-Romanus Göteborgs stads förtjänsttecken. Hon avled 2010 och gravsattes den 2 juli på Norra begravningsplatsen i Solna.